# Bernhard Steffen (Fußballspieler)
Bernhard Steffen (* 1. Juni 1937 in Krefeld) ist ein ehemaliger deutscher Fußballspieler. Der zumeist als Rechtsaußen im damaligen WM-System auflaufende Stürmer von Fortuna Düsseldorf absolvierte von 1957 bis 1963 in der erstklassigen Fußball-Oberliga West 124 Ligaspiele und erzielte dabei 30 Tore. Mit der Fortuna stand er in den Jahren 1957, 1958 und 1962 im DFB-Pokalfinale.

## Laufbahn

### Vereine, bis 1967
Der Krefelder begann 1947 seine Karriere im Jugendbereich beim Linner SV, wo er sich als schneller und torgefährlicher Stürmer auszeichnete. Er durchlief dort alle Jugendabteilungen und hatte vor der Saison 1957/58 mehrere Angebote aus dem Vertragsspielerlager vorliegen. Er entschied sich für Fortuna Düsseldorf, wechselte zur Saison 1957/58 an den Flinger Broich und spielte in der Oberliga West. Der vormalige Amateurspieler debütierte am ersten Rundenspieltag, dem 11. August 1957, beim mit 2:4 verlorenen Heimspiel gegen den 1. FC Köln in der Oberliga. Er bildete mit Hans Neuschäfer, Karl Gramminger, Jupp Derwall und Heinz Janssen den Fortunen-Angriff. Der Neuzugang gehörte sofort der Stammbesetzung der Mannschaft von Trainer Hermann Lindemann an. Im DFB-Pokal 1957 fand das Halbfinale am 24. November in Hannover gegen den Hamburger SV statt, und Steffen stürmte bei diesem 1:0-Erfolg der Rheinländer ebenso am rechten Flügel wie beim Endspiel am 29. Dezember 1957 in Augsburg gegen den FC Bayern München. Auf schneebedecktem Spielfeld kamen die Münchner um Routinier Kurt Sommerlatt bei nahezu irregulären Bodenverhältnissen deutlich besser mit dem Leder zurecht und entschieden vor 44.000 Zuschauern mit einem Treffer in der 77. Minute das Finale für sich.
Die Karriere des neuen Flügelstürmers der Fortuna nahm rasant Fahrt auf. Bundestrainer Sepp Herberger setzte den noch 20-jährigen Düsseldorfer Angreifer bereits am 26. Februar 1958 in der Juniorennationalmannschaft U 23 beim Länderspiel in Wuppertal gegen Belgien ein. Steffen zeigte beim 4:1-Erfolg an der Seite der Angriffskollegen Willi Koslowski und Uwe Seeler eine überzeugende Leistung und erzielte zwei Tore. Am 13. April 1958 beendete er seine Debütrunde in der Oberliga West mit einem 3:2-Heimerfolg gegen Borussia Dortmund. Düsseldorf hatte den achten Rang belegt und „Berni“ Steffen in 27 Ligaspielen sechs Tore erzielt.
In seinem zweiten Düsseldorfer Jahr, 1958/59, erlebte der schnelle, technisch versierte und mit Schusskraft in beiden Beinen versehene Angreifer das beste Abschneiden der Fortuna in der Oberliga West. Der Start in die Hinrunde war mit 10:2 Punkten geglückt. Nach dem 15. Spieltag rangierte die Elf mit den Defensivgrößen Matthias Mauritz, Erich Juskowiak und Karl Hoffmann mit 20:10 Punkten auf dem zweiten Platz, einen Zähler hinter dem Herbstmeister Westfalia Herne. Dazu kamen noch im DFB-Pokal der 2:1-Halbfinalerfolg am 26. Oktober 1958 bei Tasmania 1900 Berlin und das Endspiel am 16. November im Kasseler Auestadion gegen den VfB Stuttgart. Die Düsseldorfer hatten in der Anfangsphase dominiert, die 2. Halbzeit entwickelte sich aber zu einem offenen Schlagabtausch gegen den von Trainer Georg Wurzer trainierten VfB mit spannender Torfolge, Verlängerung und tragischen Momenten. VfB-Schlussmann Günter Sawitzki war in Hochform und raubte den Fortunen den Nerv. Die Mannen von Trainer Lindemann hatten mit Verletzungspech zu kämpfen. Düsseldorfs angeschlagener Nationalspieler Erich Juskowiak hatte nach dem Seitenwechsel nur noch als Statist weitermachen können, und kaum hatten die Rheinländer in Unterzahl ihren Rückstand in eine 2:1-Führung umgedreht, war auch noch „Kalli“ Hoffmann, bis dato stärkster Düsseldorfer Akteur, ausgefallen. Die Stuttgarter gewannen den DFB-Pokal 1958 mit 4:3 Toren nach Verlängerung.
In der Rückrunde verloren Steffen und Kollegen am 28. Spieltag, dem 5. April 1959, das entscheidende Heimspiel gegen den Konkurrenten um die Vizemeisterschaft 1. FC Köln mit 3:4 Toren. Vor 56.000 Zuschauern entschied Georg Stollenwerk in der 85. Spielminute mit einem Treffer zum 4:3 das Spiel für die Kölner. Punktgleich mit je 35:21 Zählern stand die Fortuna jetzt auf dem dritten Rang. Die zwei abschließenden Auswärtserfolge gegen Schalke 04 (3:2) und Meidericher SV (5:0) änderten an der Platzierung nichts mehr; Düsseldorf war der Einzug in die Endrunde um die deutsche Meisterschaft verwehrt. Die Angriffsreihe mit Steffen (26 Spiele, 7 Tore), Josef Wolfframm (29/25), Heinz Jansen (30/17), Jupp Derwall (27/17) und Linksaußen Dieter Wöske (27/10) war hauptverantwortlich für das Rekordresultat von 89 Saisontoren gewesen.
Es kam für Steffen und Kollegen aber noch schlimmer: In der Folgerunde stieg man völlig unerwartet als Tabellenvorletzter in die 2. Liga West ab. Der Rechtsaußen hatte in der desolaten Saison 29 Ligaspiele absolviert und fünf Tore erzielt. Vor der Saison 1959/60 hatte sich die Fortuna eine „Saisonvorbereitung“ in Ghana gegönnt. Bei Bolten und Langer wird Steffen mit der erklärenden Aussage zitiert: „Zu viele Spiele, Verpflichtungen, Luftfeuchtigkeit etc. ließen ein gezieltes Aufbauprogramm nicht zu. Ausschlaggebend für die schlechte Form in der Saison 1959/60 war aus meiner Sicht die als Saisonvorbereitung gedachte Afrikareise“. Unter dem neuen Trainer Fritz Pliska und mit Neuzugängen wie Hilmar Hoffer und Hermann Straschitz glückte 1960/61 umgehend als 2. Liga-Vizemeister die Oberligarückkehr. Steffen hatte alle 30 Ligaspiele absolviert und acht Tore erzielt. In den letzten zwei Runden der alten erstklassigen Oberligaära, 1961 bis 1963, kam Düsseldorf nicht über Mittelfeldplätze hinaus und konnte sich somit nicht für die ab 1963/64 startende neue Leistungsklasse der Fußball-Bundesliga qualifizieren. Zum sportlichen Höhepunkt avancierte der DFB-Pokal des Jahres 1962. Mit einem 3:2-Halbfinalerfolg spielte man sich am 22. August 1962 gegen den FC Schalke 04 in das Endspiel. Steffen verlor aber auch das dritte Pokalfinale; der 1. FC Nürnberg setzte sich am 29. August 1962 in Hannover mit einem 2:1 nach Verlängerung durch. Das Kapitel Oberliga West schloss „Berni“ Steffen im Sommer 1963 mit insgesamt 124 Ligaspielen mit 30 Toren ab und ging mit den Rot-Weißen in die Zweitklassigkeit der neuen Fußball-Regionalliga West.
Unter Trainer Kuno Klötzer reichte es in den ersten zwei Runden jeweils zum dritten Rang, Steffen hatte 59 Verbandsspiele absolviert und elf Tore erzielt. Im dritten Jahr Regionalliga, 1965/66, hatte Steffen mit Verletzungen zu kämpfen und konnte nur in zwölf Rundenspielen auflaufen und zwei Tore zum Meisterschaftsgewinn beisteuern. In der Aufstiegsrunde stand er aber in dem Spiel gegen FK Pirmasens (2:3) und den zwei Auseinandersetzungen gegen Hertha BSC (4:1; ein Tor von Steffen/2:3) auf dem Feld und verhalf somit seiner Fortuna zum Aufstieg in die Bundesliga. Während der Aufstiegsrunde zog er sich eine Achillessehnenverletzung zu, die ihn ein Jahr später zwang, die Sportinvalidität zu beantragen. Er gehörte zwar 1966/67 offiziell dem Bundesligakader an, konnte aber kein Spiel mehr bestreiten.

### Auswahlberufungen
Vier Wochen nach dem ersten Juniorenländerspiel am 26. Februar stürmte die Düsseldorfer Flügelhoffnung in einem Testspiel am 26. März in Basel in einer deutschen B-Auswahl gegen eine Schweizer Auswahl. Beim deutschen 2:1-Erfolg spielte er in einer Angriffsreihe neben Helmut Rahn, Ulrich Biesinger, Willi Soya und Hans Cieslarczyk.
Am 2. April 1958 bestritt er in Prag bei einer 2:3-Niederlage gegen die Tschechoslowakei sein erstes Länderspiel. Neben Steffen brachte Bundestrainer Sepp Herberger auch noch Karl-Heinz Schnellinger und Hans Sturm zu ihrem Nationalmannschaftsdebüt. Mitte April wurde er im 40er-Aufgebot an die FIFA für die Weltmeisterschaft 1958 in Schweden gemeldet. Vom 12. bis zum 24. Mai nahm er am WM-Lehrgang in der Sportschule München-Grünwald teil, den Herberger mit 25 Spielern durchführte. Als Flügelstürmer wurden Rahn, Bernhard Klodt, Wolfgang Peters, Hans Schäfer, Cieslarczyk und Steffen von Herberger auf Herz und Nieren geprüft. Für die Weltmeisterschaft 1958 in Schweden sollte es für ihn dann aber nicht reichen. Der Bundestrainer entschied sich für Rahn, Klodt, Cieslarczyk und Schäfer, und der Dortmunder Peters stand noch in der Heimat auf Abruf bereit.
Nach der Weltmeisterschaft kam Steffen am 23. September 1958 in Kiel zu seinem zweiten Einsatz in der U 23; sein drittes und viertes Juniorenländerspiel absolvierte er im Mai beziehungsweise November 1959. Am 11. Mai 1960 stand er dann noch ein zweites und zugleich letztes Mal für die A-Nationalmannschaft des DFB bei der 0:1-Heimniederlage in Düsseldorf gegen Irland auf dem Platz. Ab dem 7. Mai lief die Endrunde um die deutsche Fußballmeisterschaft und die DFB-Elf war im Angriff mit Steffen, Aki Schmidt, Albert Brülls, Helmut Haller und Heinz Vollmar angetreten. Mit dem Einsatz im Repräsentativspiel am 17. Dezember 1960 in Hannover im Angriff der Auswahl von Westdeutschland beim 1:1 gegen Norddeutschland endeten die Auswahlspiele von „Berni“ Steffen.
Sein Sohn Horst wurde ebenfalls Fußballspieler und absolvierte für die Vereine KFC Uerdingen 05, Borussia Mönchengladbach und MSV Duisburg insgesamt 207 Spiele (16 Tore) in der Bundesliga.

## Erfolge
Mit Fortuna Düsseldorf
- 3× DFB-Pokalfinalist: 1957, 1958, 1962
- Westdeutscher Pokal: 1958
- Aufstieg in die Oberliga West: 1961
- Meister der Regionalliga West und Aufstieg in die Bundesliga: 1966

## Beruf und Trainer
Während seiner Zeit als Vertragsspieler ließ er sein Studium nicht aus dem Auge, was ihm später eine Stelle bei den Stadtwerken Düsseldorf eintrug, wo er es zum Prokuristen brachte. Als Trainer war er viele Jahre im Jugendbereich von Bayer Uerdingen wie auch beim SV Neukirchen tätig. In späteren Jahren verschrieb er sich dem Golfsport.